# Belmont (Maine)
Pour les articles homonymes, voir Belmont.
Belmont est une ville américaine située dans le Comté de Waldo, dans le Maine. Selon le recensement de 2020, sa population est de 976 habitants.